# 维登博斯特尔
维登博斯特尔（德語：Wiedenborstel，發音：[ˈviːdn̩ˌbɔʁstl̩]）是德国石勒苏益格-荷尔斯泰因州施泰因堡县的市镇，面积4.52平方千米，2023年12月31日人口为10人，是德国第二小的市镇。